# Бларамберг, Павел Иванович
Павел Иванович Бларамберг (14 [26] сентября 1841, Оренбург, Российская империя — 28 марта 1907, Ницца, Третья французская республика) — русский композитор и музыкальный педагог.

## Биография

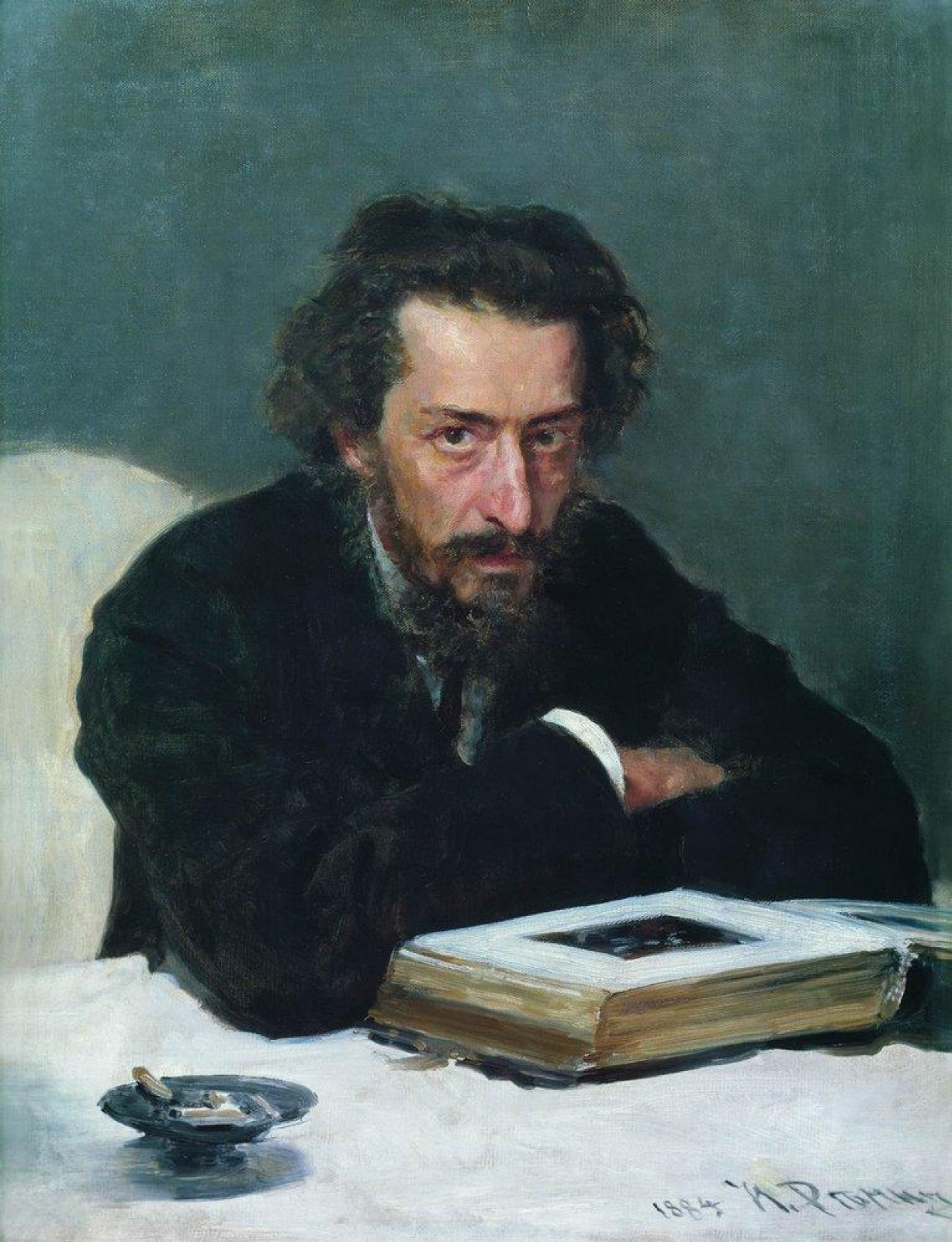
Портрет кисти И. Е. Репина. 1884

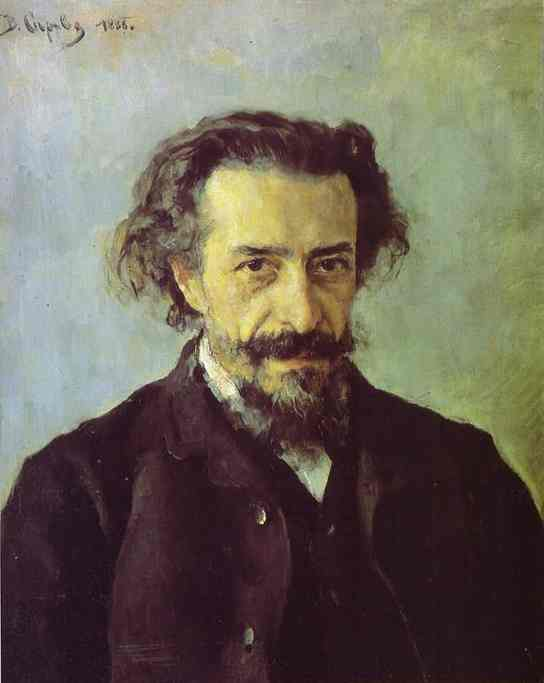
Портрет работы В. А. Серова. 1888

Сын генерал-лейтенанта, известного геодезиста Ивана Бларамберга, немца из Франкфурта-на-Майне, воспитывался в Петербургском Александровском лицее, курс которого окончил в 1860 году, затем работал в Центральном статистическом комитете и статистическом отделении Императорского Русского Географического общества. Бларамберг состоял в числе руководителей первой однодневной переписи населения Петербурга, был делегатом от России на Международном статистическом конгрессе в Гааге (1869). В 1870 году он вышел в отставку и после продолжительной заграничной поездки поселился в Москве (в районе Крапивенского переулка); долгое время заведовал в «Русских Ведомостях» иностранным политическим отделом. В то же время с самого основания Московского филармонического училища до 1898 года Бларамберг состоял в нём сначала преподавателем, а затем профессором теории музыки, инструментовки и форм.
Музыкой Бларамберг занимался с детства и продолжал эти занятия в лицее, где в нём обнаружились также композиторские склонности. Своим музыкальным образованием он обязан больше всего самостоятельному изучению образцов, а также общению с Милием Балакиревым, у которого некоторое время учился также игре на фортепиано. Сотрудничество с Балакиревым и его кружком не осталось без влияния на творчество Бларамберга (особенно в ранних сочинениях).
Первым крупным композиторским опытом Бларамберга была музыка (увертюра, антракты и пение) к драме Островского «Воевода» (1865); затем были написаны музыкальные картины на текст Лермонтова «Демон» (1869). Во время пребывания за границей Бларамберг написал (на сюжет Гюго) оперу «Мария Бургундская» («Мария Тюдор»), которая была поставлена в Большом театре в 1888 году, однако вскоре снята с репертуара. Комическая опера Бларамберга «Скоморох» (на сюжет Островского) нигде не ставилась, кроме одного действия, шедшего в ученическом спектакле Московского Филармонического Общества в 1887. В таком же спектакле год спустя шла одноактная опера «Девица-Русалка» (на сюжет Мицкевича). Наиболее известная из опер композитора ― «Тушинцы» (по Островскому) в первый раз поставлена была в московском Большом театре в 1895 (шла также и в провинции).
Из других крупных произведений Бларамберга можно назвать: фантазию для пения соло, женского хора и оркестра «Стрекозы» (1879); музыкальную картииу для мужского хора и оркестра «На Волге» (1880); симфоническую поэму «Умирающий гладиатор» (1882), скерцо для оркестра, симфонию h-moll (1886); хоры а capella (получившие премию Императорского Русского Музыкального общества), хоровые переложения русских народных песен, романсы и др. Сочинения Бларамберга при жизни пользовались у публики определённым успехом, однако затем оказались забытыми и сейчас практически не исполняются.
Бларамберг был другом семьи Серовых; его портрет, написанный Валентином Серовым в 1888 году, по мнению многих, исключительно удался и отличался точной, психологически достоверной передачей натуры так, что он был, по словам И. Э. Грабаря, «один из немногих, доставивших удовлетворение даже непомерно взыскательному к себе автору». Был одним из натурщиков, позировавших Репину для фигуры Ивана Грозного в знаменитой картине.

## Семья

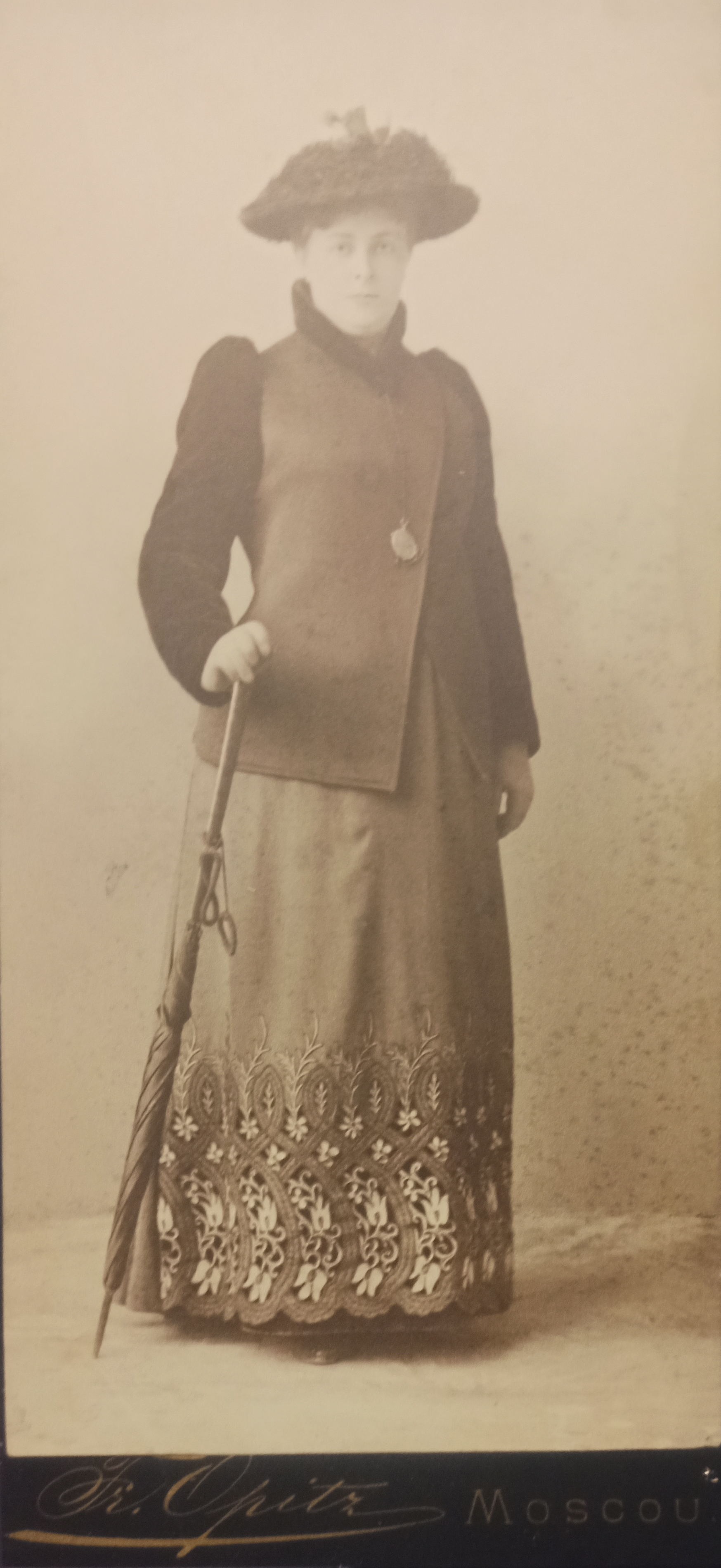
Вильгельмина Карловна фон Врангель

Жена — Вильгельмина (Мина) Карловна фон Врангель (1845—1909), актриса Малого театра, совладелица имения Чоргунь под Севастополем.